# Josef Kopecký (fotbalista)
Josef Kopecký (? - 1930) byl český fotbalista, záložník.

## Fotbalová kariéra
Hrál za Meteor VIII v předligové éře. Reprezentoval Čechy v roce 1906 ve 2 utkáních s Uherskem. Gól v reprezentaci nedal.